# Teufelsmoor (Ort)
Teufelsmoor ist ein Ortsteil der Stadt Osterholz-Scharmbeck im Landkreis Osterholz in Niedersachsen.

## Lage
Der Ort liegt am südwestlichen Rand des Teufelsmoors, einer Landschaft in Niedersachsen nördlich von Bremen, die einen großen Teil des Landkreises Osterholz einnimmt. Er liegt zwischen der Hamme, einem rechten Quellfluss der Lesum, und der Beek, die wiederum ein rechter Nebenfluss der Hamme ist.

## Geschichte
Der Ort entwickelt sich seit dem 14. Jahrhundert parallel zur Hamme durch ca. 20 Gehöfte. Im 16. Jahrhundert kamen weitere Kleinbauernstellen in dem Reihendorf an der langen Straße hinzu.
Am 1. März 1974 wurde Teufelsmoor aufgrund der Gebietsreform in Niedersachsen in die Kreisstadt Osterholz-Scharmbeck eingegliedert.
Der letzte Bürgermeister war Gerhard Böttjer. Später war Böttjer viele Jahre Ortsvorsteher und ist als Einheimischer und Kulturschaffender untrennbar mit der Geschichte der Ortschaft verbunden.
2014 wurde die Umgestaltung des alten Schulgebäudes zum Kleinen Haus im Moor abgeschlossen. Am Dorfplatz Fleitenkiel entstand ein kleiner Dorfmittelpunkt.

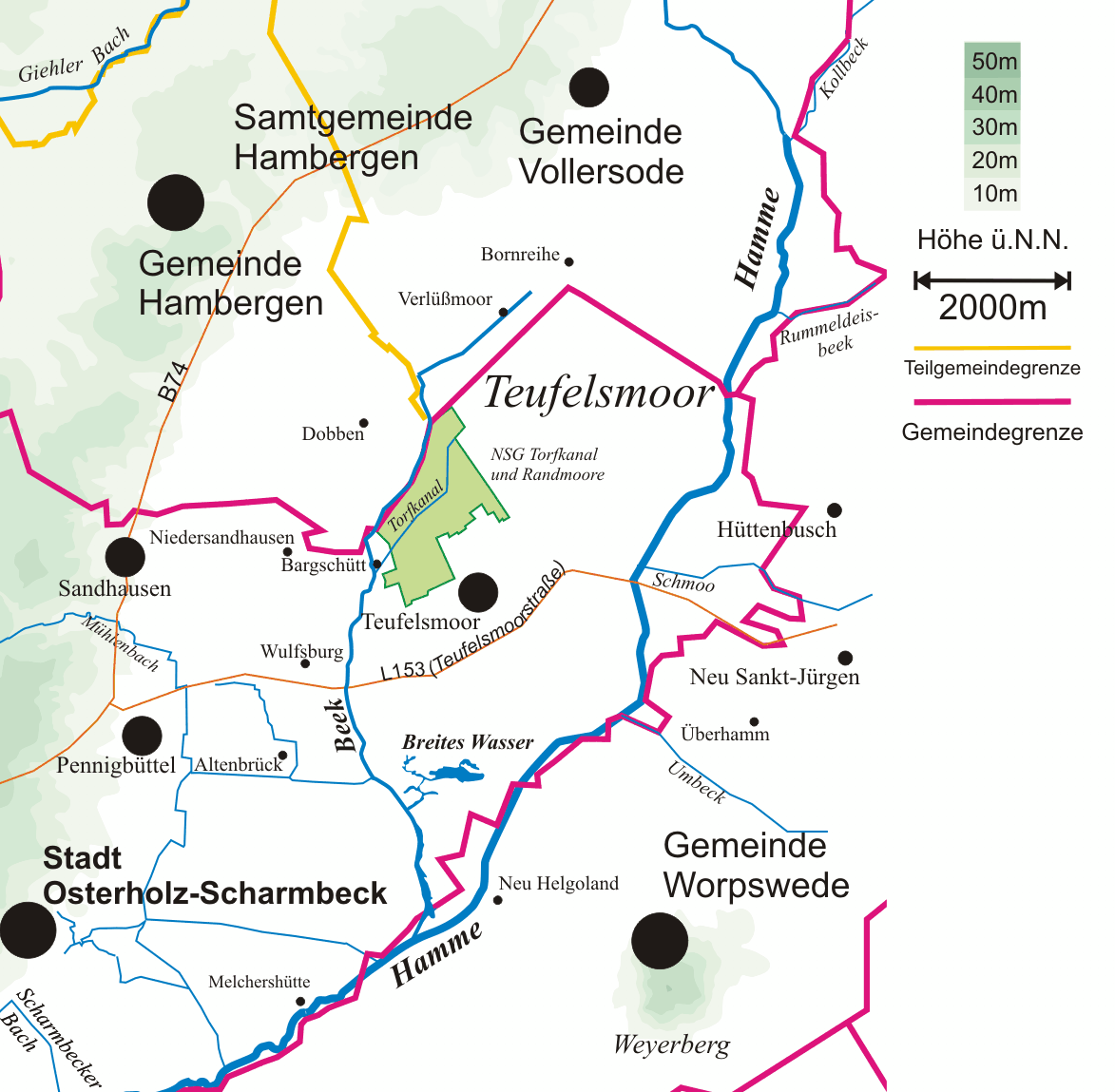
Lage des Naturschutzgebietes Torfkanal und Randmoore

## Naturschutzgebiet
- Zwischen Worpswede und der Ortschaft Teufelsmoor liegt das 203,0 Hektar große Naturschutzgebiet Breites Wasser.
- Das 196 Hektar große Naturschutzgebiet Torfkanal und Randmoore liegt im westlichen Bereich der Ortschaft Teufelsmoor.

## Gebäude
- Hofanlage Teufelsmoorstraße 4 von 1748, 1816 und 1825, alles in Fachwerk, heute auch Café zum Brinkhof mit Melkhus
- Hofanlage Teufelsmoorstraße 9 vom 18. und 19. Jh. in Fachwerk
- Hofanlage Teufelsmoorstraße 15 von um 1800 und 1749 (Scheune), alles in Fachwerk
- Hofanlage Am Günnemoor 15 von 1802 in Fachwerk
- Hofanlage Am Günnemoor 18 von um 1810 in Fachwerk
- Wohn- und Wirtschaftsgebäude Am Günnemoor 23 von um 1810 in Fachwerk
- Wohn- und Wirtschaftsgebäude Teufelsmoorstraße 18 von 1800 in Fachwerk
- Heuerhaus Teufelsmoorstraße 3 von um 1810 in Fachwerk
- Wohnhaus Am Günnemoor 12 von 1907
- Wohnhaus Zur Kleinen Reihe 14 als Mootkate von um 1890 in Fachwerk